# Pheidonocarpa corymbosa
Pheidonocarpa corymbosa là một loài thực vật có hoa trong họ Tai voi. Loài này được (Sw.) L.E. Skog miêu tả khoa học đầu tiên năm 1976.